# Říšský komisariát Nizozemsko
Říšský komisariát Nizozemsko (německy: Reichskommissariat Niederlande) byla civilní územně správní jednotka nacistického Německa během druhé světové války. Po německém obsazení Nizozemska dosadil Hitler do moci říšského komisaře bývalého rakouského kancléře Seyß-Inquarta. S okupačním režimem a komisariátem spolupracovala místní nacistická strana Nationaal-Socialistische Beweging v čele s Antonem Adriaanem Mussertem, který získal titul „vůdce nizozemského lidu“. Na konci války proběhla na tomto území operace Market Garden.